# Monopisthocotylea
I Monopisthocotylea sono una sottoclasse di platelminti monogenei.

## Tassonomia
La sottoclasse conta i seguenti ordini:
- Capsalidea
- Dactylogyridea
- Gyrodactylidea
- Monocotylidea
- Montchadskyellidea